# Сив ара
Сивият ара (Anodorhynchus glaucus) е вид птица от семейство Psittacidae. Видът е критично застрашен от изчезване.

## Разпространение и местообитание
Разпространен е в Аржентина, Бразилия, Парагвай и Уругвай.